# Hubert H. Humphrey Metrodome
Il Mall of America Field at the Hubert H. Humphrey Metrodome, in precedenza ufficialmente noto come Hubert H. Humphrey Metrodome, o più comunemente come Metrodome, era uno stadio situato a Minneapolis, in Minnesota.
Nato per sostituire il Metropolitan Stadium di Bloomington, già casa dei Minnesota Twins della Major League Baseball e dei Minnesota Vikings della National Football League, il Metrodome è stato ininterrottamente sede degli incontri casalinghi dei Twins dal 1982 al 2009, e dei Vikings dal 1982 sino al 2013, con l'eccezione di due partite nella stagione 2010, che i Vikings giocarono al Ford Field e al TCF Bank Stadium per il crollo della copertura, causato da una pesante nevicata. Ha inoltre ospitato le squadre dei Minnesota Golden Gophers (dell'Università del Minnesota) (1985-2012, per il baseball, 1982-2008, per il football) oltre che per brevi periodi i Minnesota Timberwolves della National Basketball Association (1989-1990) ed i Minnesota Strikers della North American Soccer League (1984). Ha inoltre ospitato le partite inaugurali delle stagioni 2012 e 2013 del Minnesota United di calcio.
Con la sua copertura in fibra di vetro, autoportante grazie alla pressione dell'aria fu, nella storia della NFL, il secondo air dome per capienza dietro il Pontiac Silverdome di Pontiac (Michigan), ed il terzo stadio al coperto nella storia della MLB. Nel 1982 il Metrodome ha ricevuto il premio come miglior struttura, assegnato dalla Structural Engineers Association of Illinois. Il 18 gennaio 2014 ebbe inizio la sua demolizione, terminata il 16 aprile 2014, seguita dall'edificazione sullo stesso sito del nuovo U.S. Bank Stadium.

## Storia

### Premesse
I primi tentativi delle Twin Cities di portare nel Minnesota uno dei quattro grandi sport risalivano già ad inizi anni 1950, ma né Minneapolis né Saint Paul furono scelte dal comitato della Major League Baseball che invece optò per la più piccola città di Bloomington, nella quale venne in seguito costruito il Metropolitan Stadium. Tuttavia ben presto il Metropolitan Stadium, o Old Met come era affettuosamente chiamato dai tifosi di Twins e Vikings, cominciò a star stretto alle due franchigie: per i Vikings 47900 posti a sedere erano pochi, visto che la NFL dal 1970 richiedeva stadi con una capienza minima di 50000 posti a sedere, ed in più volevano un nuovo campo d'allenamento in erba artificiale come salvaguardia dalle intemperie; i Twins invece desideravano tribune permanenti lungo la linea di fallo della terza base.

### Iter progettuale
Forte della voglia di cambiamento delle due franchigie, Minneapolis, che voleva a tutti i costi essere sede del nuovo stadio, cominciò subito a muoversi in tale direzione, ma fecero lo stesso anche Bloomington, Saint Paul, l'Università del Minnesota, Eagan, e Brooklyn Center. Minneapolis, per rispondere alle varie esigenze delle due franchigie, avanzò l'idea di uno stadio multi-uso con copertura. L'idea di uno stadio al coperto (dome o domed stadium) non era nuova: già sul finire degli anni sessanta un architetto di Minneapolis, Robert Cerny, aveva elaborato l'allora pionieristica teoria di stadio coperto che in seguito sarebbe divenuta popolare tra le franchigie di football americano (prima del Metrodome difatti furono edificati il Silverdome, il Kingdome, il Louisiana Superdome, l'Astrodome, e tanti altri ne vennero dopo). Ciononostante la proposta fu bocciata per paura di nuove tasse necessarie alla municipalità per il finanziamento dello stadio.

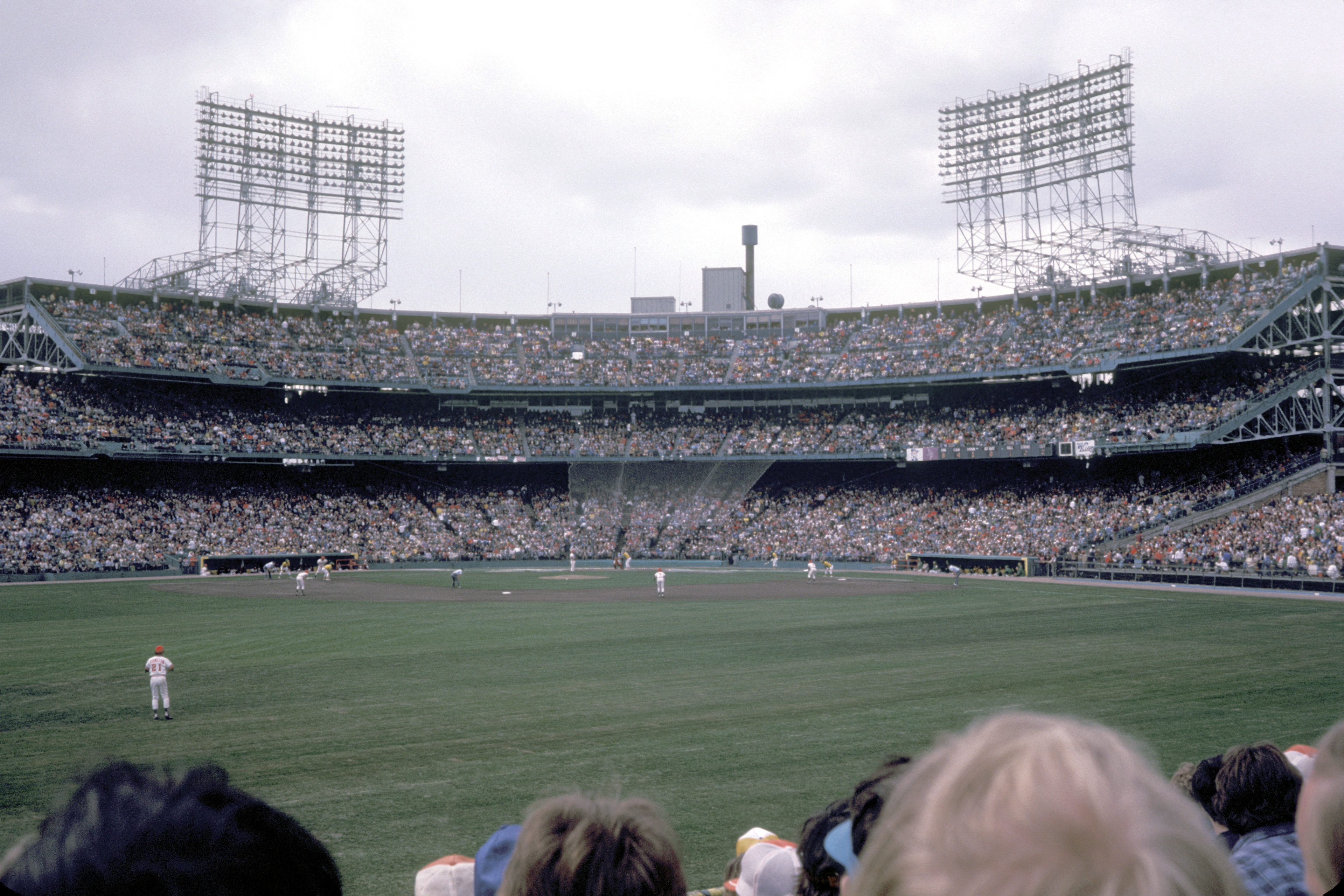
Gli spalti del Metropolitan Stadium, sostituito nelle sue funzioni dal Dome.

Negli anni successivi Minneapolis continuò comunque a lavorare sul progetto e, in vista della scadenza dell'accordo per l'utilizzazione dell'Old Met, fissata per il 1975 tra Bloomington e le due franchigie, già dell'ottobre del 1973 la Camera di Commercio di Minneapolis stabilì la formazione di una task force preposta alla realizzazione del nuovo stadio, ed altrettanto fece Saint Paul. Insieme, nel settembre 1974, le due task force pubblicarono un rapporto che attestava che una struttura di tipo multi-uso era la scelta più idonea ai futuri usi, che il finanziamento pubblico era obbligatorio, e che l'individuazione del sito era una scelta pubblica e pertanto sarebbe stata fatta da funzionari pubblici. E proprio il nodo del sito era quello più intricato da sciogliere: Bloomington spingeva per un ammodernamento o sostituzione del Metropolitan, Minneapolis sosteneva che il suo centro fosse quello più accessibile per spettatori non muniti di auto, tutti gli altri siti avevano dalla loro dei sostenitori. Data quindi questa situazione di equilibrio, nessun sito venne alla fine scelto.
Nel 1975 il Governatore del Minnesota Wendell Anderson affermò che Twins e Vikings avrebbero lasciato il Minnesota qualora la situazione stadio non si fosse sbloccata. E a conferma di ciò arrivarono le dure parole del general manager e vicepresidente dei Vikings, Mike Lynn, sulla paventata possibilità di giocare nello stadio dei Gophers: "L'idea di giocare nello stadio di un college è persino più ripugnante che continuare a giocare al Metropolitan Stadium".
Nel 1977 fu approvata la proposta di legge del repubblicano Al Patton, che prevedeva la designazione di una commissione di 7 cittadini, nominati dal nuovo Governatore del Minnesota Rudy Perpich, il cui compito era decidere circa il sito e la progettazione del futuro stadio. Tale commissione aveva comunque alcuni paletti da rispettare: il tetto massimo di spesa fissato a 37,5 milioni di dollari qualora si fosse scelto di costruire un nuovo stadio da football a Bloomington e ammodernare il Metropolitan per il baseball, il tetto massimo di 25 milioni di dollari qualora si fosse scelto di ammodernare il Metropolitan come stadio multiuso, il tetto massimo di 55 milioni di dollari qualora si fosse scelto di costruire un nuovo stadio al coperto in qualsiasi altra città (ciò significava che la città in oggetto avrebbe dovuto ottenere a costo zero il terreno su cui edificare).

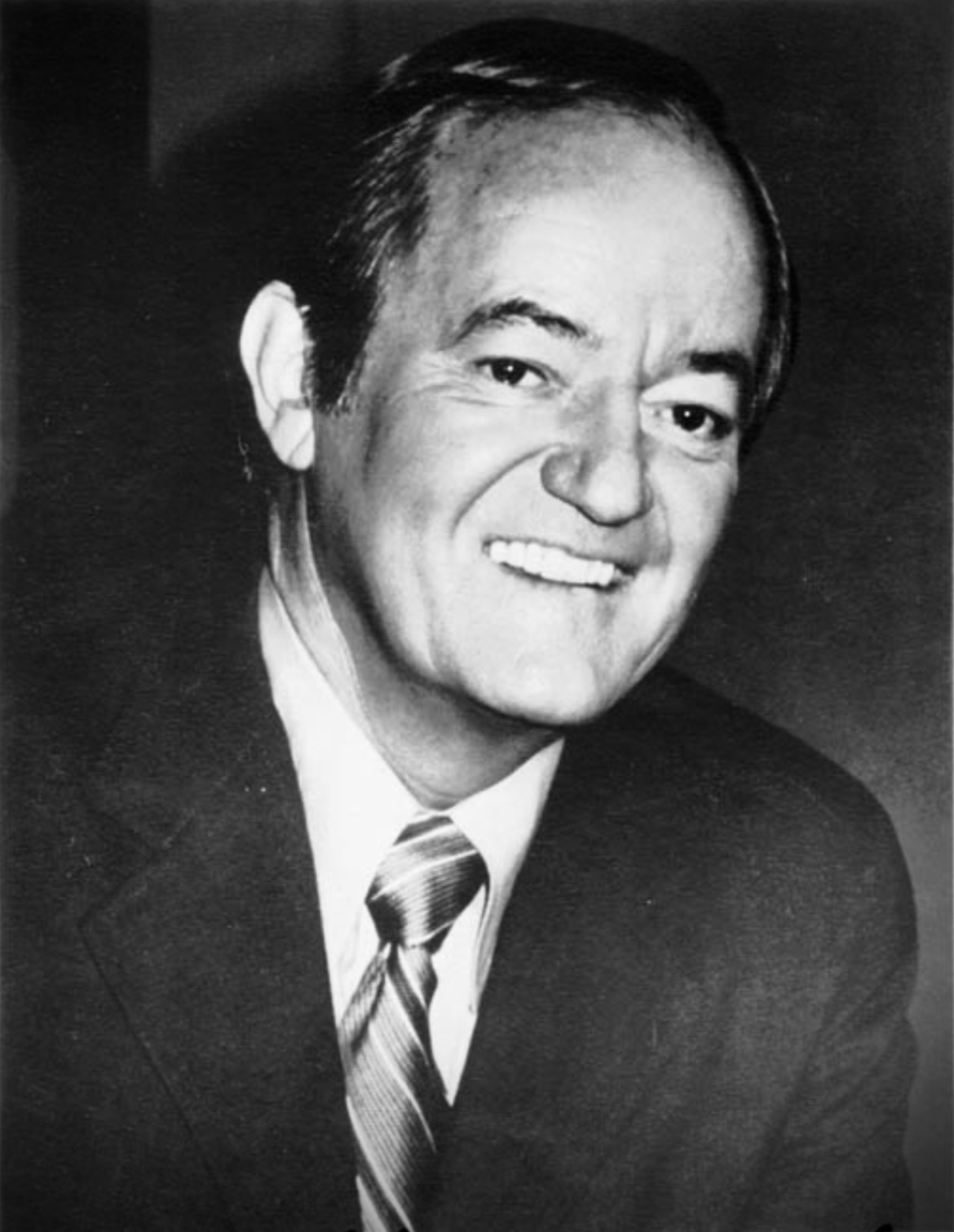
Hubert H. Humphrey

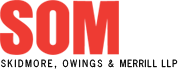
SOM, lo studio firmatario del progetto.

Definite quindi, perlomeno a caratteri generali, le linee guida, Minneapolis ancora una volta si diede fare per arrivare a formulare una proposta vincente: la propria task force (guidata da John Cowles Jr., presidente della Minneapolis Star and Tribune Company) chiese la creazione della Industry Square Development Corporation (ISDC), che nel 1978 ottenne da compagnie locali i 14,5 milioni di dollari necessari per l'acquisto del terreno in cambio di diritti edificatori esclusivi nella Industry Square area, il sito su cui sarebbe dovuto nascere lo stadio. Con questa mossa, che consentiva a Minneapolis di ottenere senza spese il terreno su cui edificare proprio come richiesto dalla commissione statale, la candidatura di Minneapolis divenne la più forte. La commissione ricevette 8 proposte per il nuovo stadio: due da Minneapolis, una da Bloomington, una da Saint Paul, un'altra congiunta dalle Twin Cities che interessava un'area comune, una da Brooklyn Center, una da Rapid Coon ed infine un'ultima da Eagan.. Il 1º dicembre del 1978 assegnò l'incarico di ospitare un nuovo stadio a Minneapolis, scegliendo, con 4 voti a favore e 3 contro, l'area della Industry Square.
Stabilito il sito su cui sarebbe dovuto sorgere lo stadio, ebbero inizio i lavori per la costruzione (20 dicembre 1979). L'edificio venne dedicato alla memoria di Hubert Horatio Humphrey, già sindaco della città di Minneapolis, nonché senatore e vicepresidente degli Stati Uniti sotto la presidenza di Lyndon Johnson. I lavori furono terminati il 2 aprile e già il giorno successivo vi fu la gara inaugurale, un match amichevole tra i Twins e i Phillies vinto dai padroni di casa per 5-0.
Al 6 aprile 1982 risale invece la prima partita di una lega ospitata dal Metrodome, la prima giornata della Major League Baseball 1982, che vedeva i Twins opposti ai Mariners.
| Minneapolis 6 aprile 1982 1ª giornata | Seattle Mariners | 11 – 7 (0-1, 0-0, 3-0, 1-3, 1-0, 1-0, 4-1, 0-2, 1-0) referto | Minnesota Twins | Hubert H. Humphrey Metrodome (52.279 spett.) |

Il primo match di football al Metrodome fu disputato il 21 agosto 1982 dai Vikings contro i Seattle Seahawks nella pre-stagione, ed anche in questo caso furono i padroni di casa a prevalere sugli ospiti, per 7-3. Il primo incontro della stagione regolare di football fu disputato in data 12 settembre 1982 e vide i Vikings opposti ai Buccaneers nella prima giornata della NFL 1982.
| Minneapolis 12 settembre 1982, ore 12:00 UTC-6 1ª giornata | Tampa Bay Buccaneers | 10 – 17 (3-0, 0-7, 0-7, 7-3) referto | Minnesota Vikings | Hubert H. Humphrey Metrodome (58,440 spett.) |

## Il finanziamento
La realizzazione del Metrodome è costata, all'atto del termine dei lavori (aprile 1982), 55 milioni di dollari (123.7 totali per altre spese successive al battesimo dell'impianto), ed è stata coperta al 70% da finanziamenti pubblici e per il restante 30% da finanziamenti privati ed altro. In particolar modo il grosso della spesa fu garantito da: tasse sui liquori, tasse imposte da Minneapolis a liquori/motel/hotel, entrate sui parcheggi garantite da Minneapolis.
| Finanziamento del Metrodome                                  |                                                                            |                                                                                     |
| Settore Pubblico                                             | Settore Privato                                                            | Altro                                                                               |
| Vendita delle obbligazioni ($ 55 milioni)                    | Donazioni aziendali di terreno per il sito ($ 8.7 milioni)                 | Interessi attivi sugli investimenti di proventi delle obbligazioni ($ 13.2 milioni) |
| Tasse di Minneapolis su liquori/hotel/motel ($ 15.8 milioni) | Contributi aziendali ($ 5.5 milioni)                                       | Proventi misti ($ 125.000)                                                          |
| Tassa "Metrodome" sui liquori ($ 8 milioni)                  | Contributo dei Minnesota Vikings ($ 5.5 milioni)                           |                                                                                     |
| Infrastrutture ($ 4 milioni)                                 | Contributo dei Minnesota Twins ($ 855.000)                                 |                                                                                     |
| Parcheggi ($ 4.5 milioni)                                    | Buyout dei biglietti dei Vikings da parte di General Mills ($ 1.5 milioni) |                                                                                     |
|                                                              | Contributi aziendali per gli uffici dei Twins ($ 1 milione)                |                                                                                     |
| Totale Pubblico $ 87.3 milioni                               | Totale Privato $ 23.05 milioni                                             | Totale Altro $ 13.33 milioni                                                        |
| Totale Complessivo: $ 123.68 milioni                         |                                                                            |                                                                                     |

## Struttura

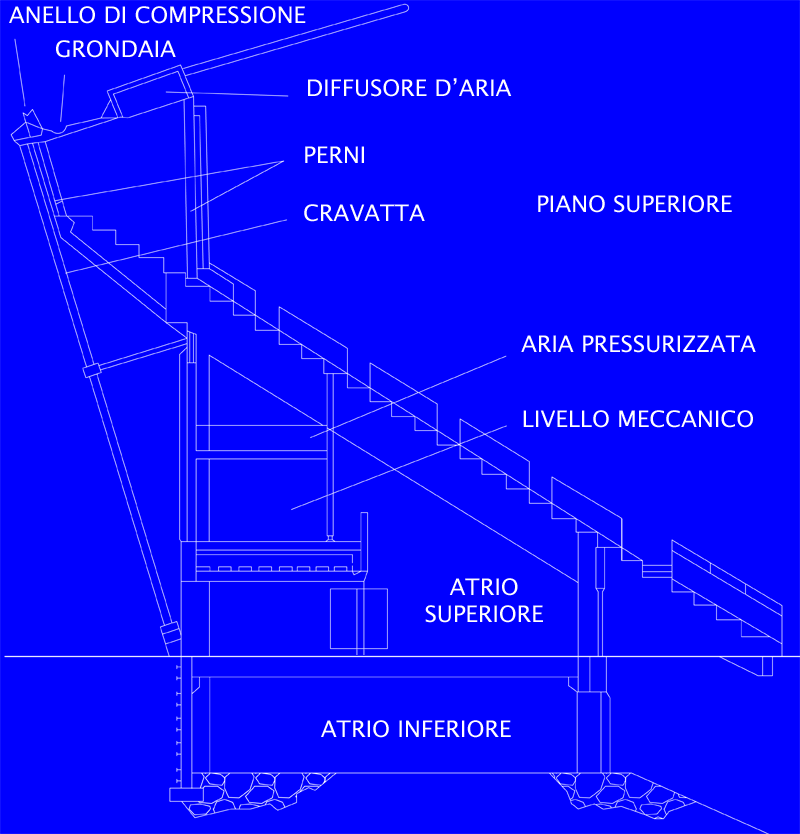
Sezione

### La copertura

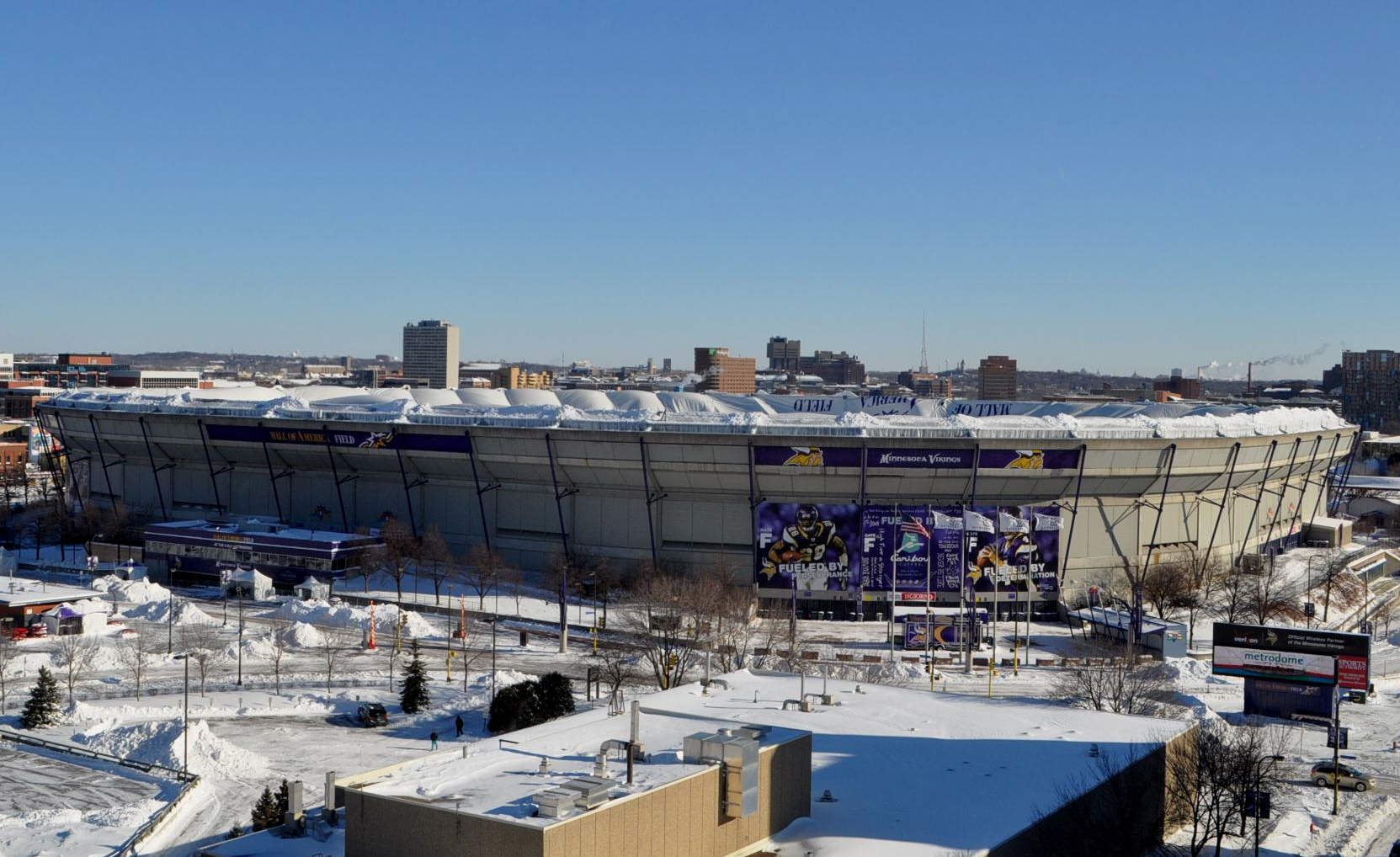
La copertura collassata dopo la tempesta di neve del 12 dicembre 2010

Il progetto della copertura fu curato dallo studio newyorkese Geiger Berger Associates (oggi Geiger Engineers), che più di ogni altro studio aveva nutrita esperienza in fatto di progettazione di air dome, avendo già curato il progetto strutturale della copertura del Silverdome, del Carrier Dome e del Padiglione degli U.S.A. all'Expo 1970. Ad aggiudicarsi l'appalto per la sua costruzione e per il conseguente montaggio, fu invece la Birdair Structures di Buffalo.
La copertura era di tipo autoportante grazie alla pressione dell'aria presente al suo interno (era necessaria una quantità pari a 120 m³/s per tenerla costantemente gonfiata), ed era suddivisa in due strati. Lo strato esterno, in fibra di vetro rivestita in Teflon era spesso 1/32 pollici, quello interno, costituito da un tessuto con proprietà acustiche, spesso 1/64 pollici.

#### I crolli
Il 12 dicembre 2010 la copertura della struttura si squarciò in tre punti causa la pesante nevicata dei giorni precedenti. Il costo di riparazione costò 18 milioni di dollari e fu completato nel luglio 2011.

## La demolizione
Il cantiere del nuovo stadio (e del conseguente smantellamento del Metrodome) fu ufficialmente inaugurato il 3 dicembre 2013, alla presenza di tutto il direttivo dei Minnesota Vikings e del giocatore più rappresentativo della franchigia, il running back Adrian Peterson. Quasi un mese dopo, il 30 dicembre 2013, il giorno seguente l'ultima partita ufficiale disputata nell'impianto dai Vikings contro i Detroit Lions, la Albrecht Signs Company, un'azienda locale di Minneapolis, cominciò a rimuovere i seggiolini messi poi in vendita al prezzo di 40$ per le associazioni comunitarie e gruppi no-profit, 60$ al pubblico ed 80$ per un seggiolino specifico.
Il 18 gennaio 2014 iniziò ufficialmente la progressiva demolizione del Metrodome, con lo sgonfiamento della copertura. L'operazione richiese circa 35 minuti per essere portata a termine ed ebbe inizio, sotto la supervisione degli ufficiali della Minnesota Sports Facilities Authority, alle 7:15 del mattino ore locali. La copertura verrà riciclata dalla Frattalone Companies di St.Paul, che la taglierà in pezzi più piccoli da destinare a progetti di costruzioni future.

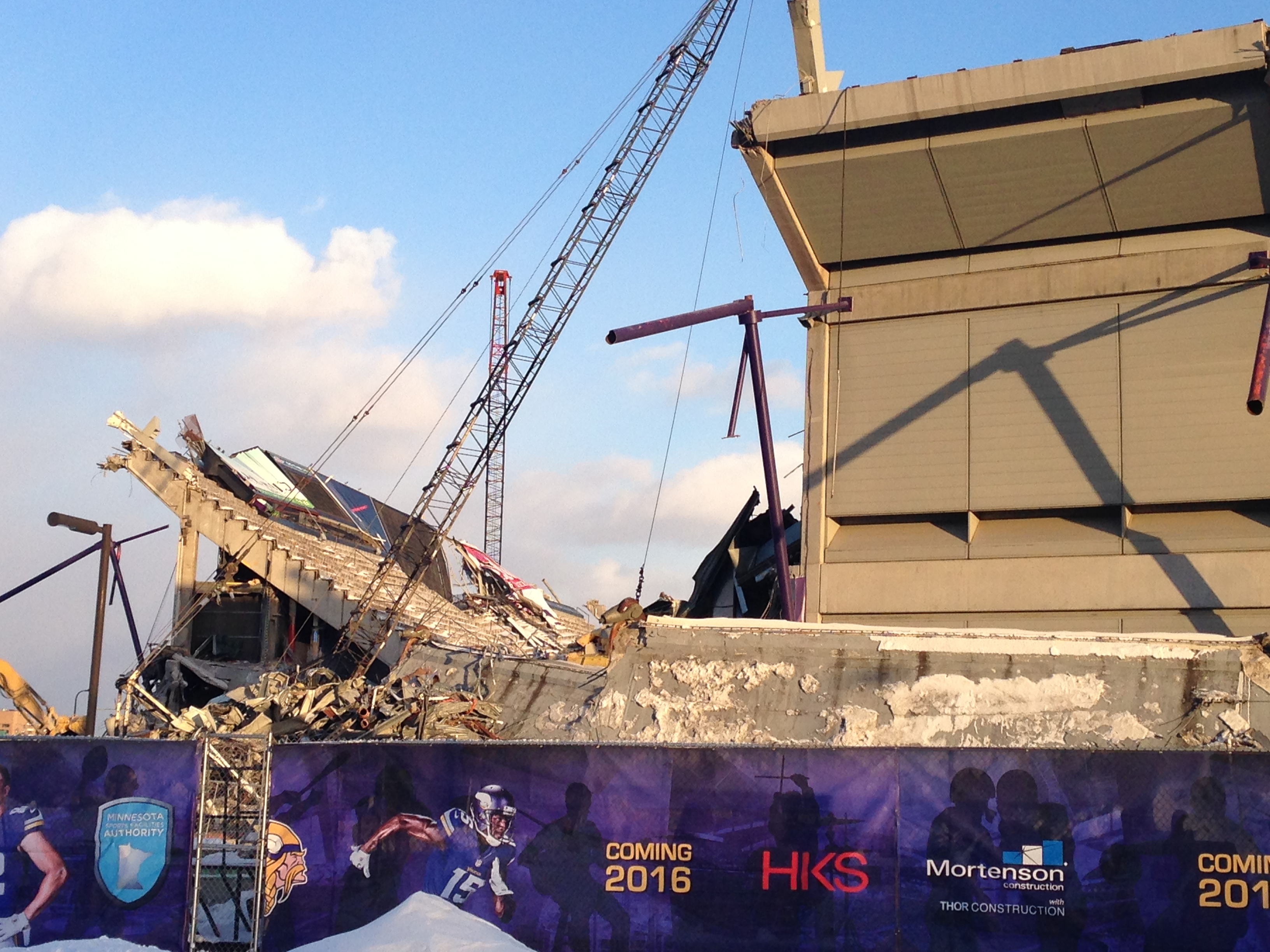
I lavori di demolizione il 26 febbraio 2014: in primo piano le tribune nord ed ovest dell'impianto.

Il 2 febbraio 2014 tra le 7:30 e le 7:45 del mattino, i cavi di supporto in acciaio, che da un'estremità all'altra dell'impianto tenevano assieme la copertura, furono recisi mentre una squadra del cantiere sistemava 42 cariche esplosive che avrebbero staccato i cavi dalla struttura in cemento armato. In merito a questa fase di demolizione, va segnalato che l'opinione pubblica non era stata informata di questa operazione e pertanto, a seguito delle numerose esplosioni, diverse furono le chiamate dei cittadini, preoccupati dei rumori che provenivano dal cantiere, al centralino della polizia. Questa fase, considerata come la parte preliminare dei lavori di demolizione, si concluse il 10 febbraio quando, alle 9:15 circa del mattino, iniziò la fase di demolizione delle mura in cemento armato che dovrebbe durare non oltre la fine del mese di aprile 2014.
Verso le 13:00 del 17 febbraio, mentre una squadra dell'impresa subappaltatrice Frattalone Companies stava lavorando alla demolizione di una sezione dell'anello in cemento armato dello stadio nella zona est-sudest, la sezione adiacente cadde senza preavviso, senza per fortuna arrecare danni a persone o cose. L'incidente tuttavia forzò lo stop dei lavori di demolizione e costrinse le autorità ad incaricare una verifica strutturale per evitare di incorrere in altri rischi pericolosi durante il prosieguo dei lavori di demolizione.
Dopo 5 giorni di verifiche, che avevano accertato che il metodo più sicuro per demolire l'anello superiore in cemento armato fosse quello della detonazione controllata, i lavori ripresero alle 7:30 circa del mattino del 23 febbraio, quando l'anello superiore fu buttato giù grazie all'utilizzo di 84 cariche di dinamite. Questa volta la popolazione fu avvertita per tempo dell'operazione con cariche di dinamite ed inoltre le strade limitrofe al Metrodome furono chiuse circa due prima della detonazione per formare un perimetro di sicurezza attorno alla struttura. Conclusasi in 11 secondi, la demolizione fu a detta di John Wood, vicepresidente della Mortenson Construction, portata a termine con successo. Egli inoltre ha affermato che nonostante l'inconveniente dei giorni precedenti, la tabella di marcia dei lavori non subirà rallentamenti, con il completo smantellamento dello stadio che rimane preventivato per la fine di aprile 2014.
Il 16 aprile 2014 i project manager dello U.S. Bank Stadium dichiararono formalmente terminati i lavori di demolizione del Metrodome.

## Super Bowl ospitati
Il 24 maggio 1989 il comitato della NFL preposto alla scelta della sede del Super Bowl nominò il Metrodome come stadio del Super Bowl XXVI che ebbe luogo il 26 gennaio 1992. Il Metrodome riuscì vincitore al sesto ballottaggio sull'altro finalista, il Silverdome (gli altri due stadi finalisti erano l'RCA Dome di Indianapolis e il Kingdome di Seattle, entrambi, come i finalisti, stadi al coperto). Tale Super Bowl fu il secondo della storia ad essere giocato in una città dal clima invernale gelido (la prima fu proprio Pontiac) ed è a tutt'oggi, a livello geografico, quello giocato più a Nord di sempre. La finale fu disputata tra i Washington Redskins e Buffalo Bills e terminò 37 a 24 appannaggio dei primi.

## Schede riassuntive
| Informazioni tecniche - Capienza: 64111 posti a sedere per il football, 46564 posti a sedere per il baseball, 50000 posti a sedere per il basket - Private Suites: 115 - Anelli: 2 - Settori: 37 al primo anello, 40 al secondo anello - Maxischermi: 2 Sony Jumbotron - Area totale: 80937 m² - Area stadio: 40468 m² - Copertura: 40468 m² in fibra di vetro rivestita in Teflon sorretta da 20 ventole elettriche - Potenza ventole: 90 cv per ventola - Spessore copertura: 1/32" il rivestimento esterno in Teflon, 1/64" la parte interna in fibra di vetro - Peso copertura: circa 295 t - Altezza massima: 59,4 m - Altezza piano interrato: 14,3 m - Volume interno allo stadio: 1,69 milioni di m3 - Materiale superficie di gioco: Superturf/Sporturf (1982-1986), Astroturf (1987-2003), Field Turf (2004-2009), Sportexe Momentum Turf (2010), UBU Sports Turf (2011-presente) - Imprese ai lavori di costruzione: circa 80 - Personale: 40 impiegati a tempo pieno | Cronologia dei lavori - 1972: I sostenitori di uno stadio a Minneapolis elaborano una proposta da 49,1 milioni di dollari per stadio e parcheggi, ma la proposta viene bocciata dal consiglio comunale con 10 voti contro e 3 a favore. - Ottobre 1973: Viene stabilita la task force preposta alla creazione della Industry Square Development Corporation (ISDC) che avrebbe fornito Minneapolis di una locale compagnia proprietaria per lo sviluppo. - Settembre 1974: Le task forces di Minneapolis e St. Paul pubblicano un rapporto nel quale sostengono la necessità di creare uno stadio multiuso. - 1975: Scadono i termini di contratto per l'uso del Metropolitan Stadium da parte dei Twins e dei Vikings. - Aprile 1975: Il Governatore Wendell Anderson afferma che senza un nuovo stadio, Twins e Vikings lascerebbero il Minnesota. - 1977: Viene approvato il disegno di legge del repubblicano Al Patton che crea una commissione di 7 cittadini preposta alla selezione di sito e design dello stadio. - 1977: Viene creata la Metropolitan Sports Facilities Commission (MSFC), futura proprietaria dell'impianto. - 1º dicembre 1978: La Commissione, con 4 voti a favore e 3 contrari, sceglie l'Industry Square di Minneapolis come sito per il nuovo stadio e stabilisce che esso debba essere al coperto. - 20 dicembre 1979: Inizio dei lavori. - 2 ottobre 1981: Gonfiaggio della copertura. - 19 novembre 1981: Sgonfiamento della copertura. - Aprile 1982: Fine dei lavori. - 6 aprile 1982: Prima partita ufficiale e di MLB dei Twins contro i Mariners. - 12 settembre 1982: Prima partita di NFL dei Vikings contro i Buccaneers. - 30 dicembre 1982: Sgonfiamento della copertura. - 1983: Installazione dell'impianto di aria condizionata. - 14 aprile 1983: Sgonfiamento della copertura. - 26 aprile 1986: Uno strappo nella copertura provoca 9 minuti di ritardo nel match di MLB Twins - Angels. - 21 dicembre 2010: Collasso della copertura a causa di una tempesta di neve. - 13 luglio 2011: Sostituzione e gonfiaggio della nuova copertura. - 18 gennaio 2014: Inizio lavori di demolizione. - 16 aprile 2014: Fine lavori di demolizione. |